# Мирошниченко, Василий Семёнович
Васи́лий Семёнович Мирошниче́нко (1899 год, село Отрада-Каменка, Херсонская губерния, Российская империя — дата и место смерти не известны, СССР) — председатель колхоза имени Первого Мая, Герой Социалистического Труда (1948).

## Биография
Родился в 1899 году в селе Отрада-Каменка Херсонской губернии. В 1913 году вместе с семьёй переехал в Туркестанский край. Участвовал в Черкасской обороне, с 1920 года по 1923 год служил в Красной Армии. С 1923 года по 1931 год был председателем сельскохозяйственной артели имени Будённого. С 1932 года по 1941 год работал агрономом в Кировской МТС Талды-Курганского района Талды-Курганской области. Участник Великой Отечественной войны. С 1947 года по 1960 года председатель колхоза имени Первого Мая.
В 1960 году вышел на пенсию.

## Трудовой подвиг
В 1947 году руководимый В. С. Мирошниченко колхоз имени Первого Мая собрал на участке площадью 8 гектаров по 828,6 центнера сахарной свёклы и на участке площадью 215 гектаров было собрано по 362 центнера сахарной свеклы. На площади 944 гектара было собрано по 16,4 центнера пшеницы при плане 10,5 центнера. За эту доблестную трудовую деятельность Василий Семёнович Мирошниченко был удостоен в 1948 году звания Героя Социалистического Труда.

## Награды
- Герой Социалистического Труда — Указом Президиума Верховного Совета от 28 марта 1948 года.
- орден Ленина (1948);
- орден Трудового Красного Знамени;
- медаль «За освоение целинных земель»;
- юбилейная медаль «Двадцать лет Победы в Великой Отечественной войне 1941—1945 гг.».

## Источник
- Герои Социалистического труда по полеводству Казахской ССР. Алма-Ата. 1950. 412 стр.